# Zamach w Paryżu (3 lutego 2017)
Zamach w Paryżu – akt terrorystyczny, który miał miejsce 3 lutego 2017 przed wejściem do muzeum Luwru w Paryżu.

## Przebieg
Napastnik, który niósł dwie torby zawierające farby i dwie maczety, próbował wejść do Luwru przez podziemne centrum handlowe. Kiedy żołnierze pilnujący muzeum poprosili o otwarcie toreb, zaatakował i ranił jednego z nich maczetą w głowę, wznosząc okrzyki „Allah Akbar”. Inny żołnierz patrolu bezpieczeństwa oddał pięć strzałów w napastnika, raniąc go w brzuch i w nogi. Napastnik został zatrzymany i przewieziony do szpitala. Już po aresztowaniu podejrzany powiedział, że niósł farby w sprayu, aby zniszczyć dzieła sztuki w muzeum Luwru, co uważał za „symboliczny” protest przeciwko Francji.
W rezultacie ataku ponad tysiąc osób zwiedzających Luwr zostało pozbawionych możliwości wyjścia z muzeum na kilka godzin.

## Zamachowiec
Tuż przed nieudanym zamachem napastnik opublikował na Twitterze wpis w języku arabskim, w którym odwołał się do tzw. Państwa Islamskiego, a także napisał: „w imię Allaha... dla naszych braci w Syrii i bojowników na całym świecie”.
Egipskie ministerstwo spraw wewnętrznych potwierdziło, że napastnikiem był 29-letni Egipcjanin Abdallah El-Hamahmy. Zamachowiec wjechał do Francji posługując się miesięczną wizą turystyczną wydaną 26 stycznia 2017 w Dubaju, gdzie pracował. Ojciec zamachowca odrzucił zarzuty o terroryzm stawiane wobec jego syna, jednak śledczy, po zapoznaniu się z jego działalnością na portalach społecznościowych oświadczyli, że niewątpliwie miał „sympatię wobec idei tzw. Państwa Islamskiego”.
Paris Match nazwał podejrzanego „turystą-terrorystą” opisując go jako członka bogatej rodziny, prawnika, absolwenta prestiżowego egipskiego uniwersytetu w Al-Mansura, ojca siedmiomiesięcznego syna.

## Reakcje
Prezydent USA Donald Trump napisał na Twitterze, że napastnik był „radykalnym islamskim terrorystą”. Prezydent Francji François Hollande powiedział, że był to „bez wątpienia” atak o charakterze terrorystycznym.